# Fandom mangi i anime
Fandom mangi i anime – subkultura społeczności fanów mangi i anime. Nazywana także społecznością miłośników japońskich komiksów i filmów animowanych.

## Charakterystyka

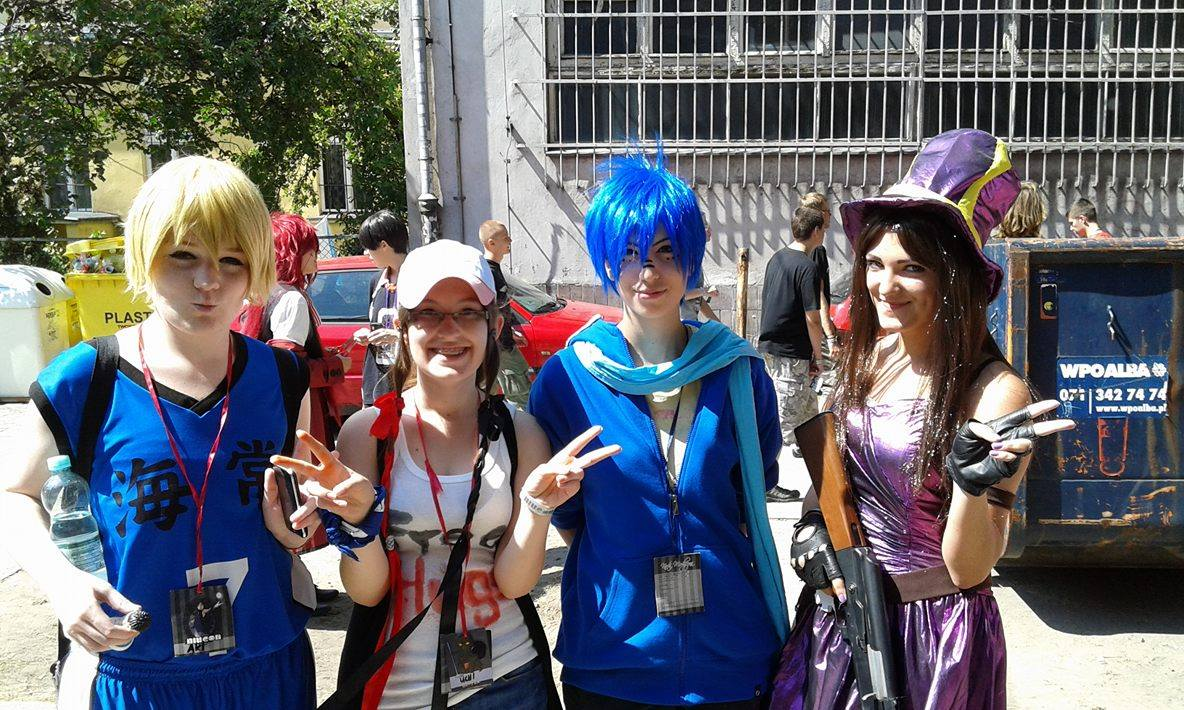
Cosplayerzy podczas konwentu fanów mangi i anime Niucon w dniach 8–10 sierpnia 2014 roku we Wrocławiu

Fandom mangi i anime jest tzw. subkulturą.
Członkowie fandomu mangi i anime charakteryzują się spędzaniem dużej ilości czasu na swoim hobby (oglądaniem anime, czytaniem mangi), a także kontaktami z innym fanami, online lub w świecie rzeczywistym. Niektórzy biorą udział w aktywnościach takich jak cosplay, fansubbing/skanlacja czy pisanie fanfiction (dojinshi), tworzenie fanartu lub wydawanie fanzinów. Niektórzy fani mangi i anime nie uważają się za członków fandomu, gdyż nie uczestniczą w wydarzeniach w świecie rzeczywistym; nie ma jednak zgody czy uczestniczenie w takich wydarzeniach jest wymagane by daną osobę określić jako członka fandomu lub nie. Podobnie, niektórzy fani i członkowie fandomu uważają się za otaku (japoński termin oznaczający pasjonata, zwykle utożsamiany z fandomem mangi i anime), ale inni uważają to określenie za pejoratywne. Na Internecie istnieją liczne strony i fora dla fandomu mangi i anime, a w świecie rzeczywistym, kluby i konwenty. Członkowie fandomu mangi i anime często deklarują swoją przynależność do niego ubiorem, zwłaszcza w postaci przypinekz motywami z anime i mang.
Z subkulturą fanów mangi i anime powiązane są subkultury fanów demosceny, fantastyki i japońskiej muzyki (zwłaszcza J-rocka), a także style ubioru takie jak gothic lolita, visual kei, cross-dressing czy ganguro.
Fandom mangi i anime znacząco przyczynił się do popularyzacji tych mediów poza Japonią i ich sukcesu komercyjnego; równocześnie jednak fani mangi i anime często naruszają prawo autorskie, kopiując, dzieląc się i tłumacząc te media (związane jest to często z brakiem dostępu do tych mediów, lub ich wystarczającej ilości, zwłaszcza w języku innym niż japoński i angielski). Wiele popularnych lub klasycznych tytułów nie jest dostępnych legalnie w krajach takich jak Polska, zwłaszcza w j. polskim.

## Historia

### Świat
Historia fandomu mangi i anime sięga lat 70.; w Japonii powstał m.in. w związku z działalnością fanów serialu Space Battleship Yamato. W USA fandom związany z fantastyką zaczął kształtować się już dekadę wcześniej i fandom japoński zawdzięcza swoje powstanie pewnym wzorcom amerykańskim (takim jak pisanie listów w celu obrony serialu Star Trek: Seria oryginalna), aczkolwiek w latach późniejszych to fandom japoński zaczął kształtować amerykański (i światowy) fandom mangi i anime na swoje podobieństwo. Za najstarszą, międzynarodową generację fanów mangi i anime uważa się generację narodzoną w latach 60.
Lata 90. określa się jako okres eksplozji popularności tych mediów, powiązany z równoczesnym wzrostem ich fandomu. Jeden z najstarszych amerykańskich konwentów fanów mangi i anime, A-Kon, zadebiutował w 1990 r. i zgromadził niecałe 400 osób, nieco ponad dekadę później miał już ok. 10 000 uczestników. Największym na świecie konwentem fanów jest japoński Comiket, który przyciąga ok. pół miliona uczestników.

### Polska
Fandom mangi i anime istnieje też w Polsce, gdzie według większości badaczy pojawił się w połowie lata 90. Na początku tej dekady anime emitowała stacja Polonia 1, później dołączył do niej Polsat (znaczącą rolę odgrywały także wypożyczalnie kaset VHS i popularyzacja Internetu). Za znaczące w formowaniu fandomu mangi i anime uważa się działalność i publikacje Roberta „Mr. Roota” Korzeniewskiego, w tym jego artykuły, opublikowane na łamach czasopism o grach komputerowych „Gambler” i „Secret Service”, gdzie po raz pierwszy w polskich mediach opisano przeglądowo fenomen mangi i anime. W tym roku powstał też w Polsce pierwszy klub mangi i anime,  „Kawaii” (wydający pierwszy polski fanzin mangi i anime, o tej samej nazwie); w ciągu najbliższych kilku lat liczba podobnych klubów znacznie wzrosła.
W 1996 powstały pierwsze polskie strony internetowe poświęcone tematyce mangi anime, i pierwszy polskie internetowe forum dla tej tematyki. W 1997 powstały w Polsce pierwsze czasopismo branżowe nt. mangi i anime (Kawaii i Animegaido), i odbył się pierwszy w Polsce konwent fanów tej tematyki (Manga no Sekai w Gdyni). W 1997 roku członkowie gdyńskiego fandomu stworzyli pierwszy polski fansub anime; dekadę później, tworzeniem fansubów do anime zajmowało się blisko sto grup fanowskich. W 1998 powstał pierwszy polski fanowski teledysk anime (anime music video, AMV). Tworzono też fanowskie mangi.
W ostatnich latach dekady 90. powstało też wiele polskich firm zajmujących się dystrybucją anime, mangi i powiązanych produktów (np. założone w 1996 wydawnictwo Japonica Polonica Fantastica, które wydało w tym roku mangę Aż do nieba, pierwsza mangę legalnie wydaną i przetłumaczoną w Polsce) Przełom wieku był okresem profesjonalizacji fandomu mangi i anime, zaczęły powstawać legalnie zarejestrowane kluby i większe konwenty. Wraz z postępującą informatyzacją polskiego społeczeństwa, powstała na początku dekady strona internetowa anime.com.pl stała się „nieoficjalnym centrum polskiego fandomu”.
Równocześnie jednak na przełomie tysiąclecia fandom mangi i anime musiał mierzyć się z krytyką w mediach, co wynikało w dużej mierze z szoku kulturowego starszych pokoleń po ich spotkaniu z japońskimi „bajkami” i brakiem wiedzy, że komiks i film animowany mogą być przeznaczone dla starszych odbiorców.
Wraz z rozwojem społeczności fandomu mangi i anime w Polsce, zwiększyła się liczba i wielkość konwentów polskich; już na początku pierwszej dekady XXI wieku w Polsce odbywał się przeciętnie jeden konwent miesięcznie, a po kilku latach rocznie liczba konwentów sięgnęła ok. trzydziestu. Duże polskie konwenty mangi i anime aktywne w ostatnich latach to m.in. BAKA i Magnificon.
Pod koniec lat 90. liczebność polskiej społeczność mangi i anime szacowano na ok. 10 000–15 000 osób, W połowie drugiej dekady XXI wieku, wynosiła ona 100 000 osób. Zwiększyła się też liczba wydawnictw mangowych i dostępność tytułów anime. Reczulski, pisząc w 2023, uważa, że fandom mangi i anime „jest obecnie w [Polsce] zjawiskiem normalnym i powszechnym oraz stanowi jeden z czołowych elementów polskiej kultury młodzieżowej, wywierający olbrzymi wpływ na język, zainteresowania czy styl ubioru polskich nastolatków”.